# Pușcă „Martini–Henry”, model 1879
Pușca „Martini–Henry”, model 1879 a fost o armă individuală de infanterie de calibrul 11,43 mm (0.45 inch), cu încărcare manuală, aflată în înzestrarea Armatei României, după războiul de independență din 1877-1878. La începutul Primului Război Mondial mai erau în uz un număr de 142.906 puști și 8.724 carabine din acest model, cu care au fost dotate unități de rezervă și de miliții. Armele au fost folosite doar în  campania din anul 1916, ulterior fiind retrase și înlocuite cu arme cu repetiție. :p. 42

## Principii constructive
Pușca Martini-Henry model 1879 era o armă portativă neautomată, destinată tragerii la distanțe mici și medii. Avea țeavă ghintuită, zăvorâtă cu închizător culisant, de tip Martini. Sistemul de alimentare era cu acționare manuală cu încărcarea unui nou cartuș pentru fiecare tragere. Evacuarea tuburilor trase se făcea printr-un orificiu din cutia culatei, cu ajutorul unui mecanism extractor cu gheară. Modelul 1879 a fost construit de fabricantul austriac Steyr, doar pentru România.